# Badminton op de Olympische Zomerspelen 2016 – Mannen dubbelspel
Het mannen dubbelspel in het badminton op de Olympische Zomerspelen 2016 in Rio de Janeiro vond plaats van 11 tot en met 20 augustus 2016.

## Plaatsingslijst
| Nr. | Speler                         | Prestatie   | Uitgeschakeld door       |
| --- | ------------------------------ | ----------- | ------------------------ |
| 1.  | Lee Yong-dae Yoo Yeon-seong    | Kwartfinale | Goh V Shem Tan Wee Kiong |
| 2.  | Mohammad Ahsan Hendra Setiawan | Groepsfase  | niet van toepassing      |
| 3.  | Kim Gi-jung Kim Sa-rang        | Kwartfinale | Fu Haifeng Zhang Nan     |
| 4.  | Fu Haifeng Zhang Nan           | Goud        | niet van toepassing      |

## Groepsfase
In elke groep spelen alle spelers onderling tegen elkaar. De eerste twee van elke groep plaatsen zich voor de knock-outfase.

### Groep A
| Spelers                         | Gsp | W | V | SW | SV | Ptn |
| ------------------------------- | --- | - | - | -- | -- | --- |
| Vladimir Ivanov / Ivan Sozonov  | 3   | 3 | 0 | 6  | 1  | 3   |
| Lee Yong-dae / Yoo Yeon-seong   | 3   | 2 | 1 | 5  | 3  | 2   |
| Lee Sheng-mu / Tsai Chia-hsin   | 3   | 1 | 2 | 3  | 4  | 1   |
| Matthew Chau / Sawan Serasinghe | 3   | 0 | 3 | 0  | 6  | 0   |

| Team 1                         | Uitslag             | Team 2                          |
| ------------------------------ | ------------------- | ------------------------------- |
| Lee Yong-dae / Yoo Yeon-seong  | 21-14, 21-16        | Matthew Chau / Sawan Serasinghe |
| Vladimir Ivanov / Ivan Sozonov | 21-11, 22-20        | Lee Sheng-mu / Tsai Chia-hsin   |
| Lee Yong-dae / Yoo Yeon-seong  | 18-21, 21-13, 21-18 | Lee Sheng-mu / Tsai Chia-hsin   |
| Vladimir Ivanov / Ivan Sozonov | 21-16, 21-16        | Matthew Chau / Sawan Serasinghe |
| Lee Sheng-mu / Tsai Chia-hsin  | 21-14, 21-19        | Matthew Chau / Sawan Serasinghe |
| Lee Yong-dae / Yoo Yeon-seong  | 17-21, 21-19, 16-21 | Vladimir Ivanov / Ivan Sozonov  |

### Groep B
| Spelers                            | Gsp | W | V | SW | SV | Ptn |
| ---------------------------------- | --- | - | - | -- | -- | --- |
| Goh V Shem / Tan Wee Kiong         | 3   | 3 | 0 | 6  | 1  | 3   |
| Fu Haifeng / Zhang Nan             | 3   | 2 | 1 | 5  | 2  | 2   |
| Michael Fuchs / Johannes Schöttler | 3   | 1 | 2 | 2  | 4  | 1   |
| Phillip Chew / Sattawat Pongnairat | 3   | 0 | 3 | 0  | 6  | 0   |

| Team 1                             | Uitslag             | Team 2                             |
| ---------------------------------- | ------------------- | ---------------------------------- |
| Goh V Shem / Tan Wee Kiong         | 21-14, 21-17        | Michael Fuchs / Johannes Schöttler |
| Fu Haifeng / Zhang Nan             | 21-6, 21-7          | Phillip Chew / Sattawat Pongnairat |
| Goh V Shem / Tan Wee Kiong         | 21-12, 21-10        | Phillip Chew / Sattawat Pongnairat |
| Fu Haifeng / Zhang Nan             | 21-11, 21-16        | Michael Fuchs / Johannes Schöttler |
| Michael Fuchs / Johannes Schöttler | 21-14, 21-14        | Phillip Chew / Sattawat Pongnairat |
| Fu Haifeng / Zhang Nan             | 21-16, 15-21, 18-21 | Goh V Shem / Tan Wee Kiong         |

### Groep C
| Spelers                         | Gsp | W | V | SW | SV | Ptn |
| ------------------------------- | --- | - | - | -- | -- | --- |
| Kim Gi-jung / Kim Sa-rang       | 3   | 2 | 1 | 5  | 2  | 2   |
| Marcus Ellis / Chris Langridge  | 3   | 2 | 1 | 5  | 3  | 2   |
| Mathias Boe / Carsten Mogensen  | 3   | 2 | 1 | 4  | 3  | 2   |
| Adam Cwalina / Przemyslaw Wacha | 3   | 0 | 3 | 0  | 6  | 0   |

| Team 1                         | Uitslag             | Team 2                          |
| ------------------------------ | ------------------- | ------------------------------- |
| Kim Gi-jung / Kim Sa-rang      | 21-14, 21-15        | Adam Cwalina / Przemyslaw Wacha |
| Mathias Boe / Carsten Mogensen | 21-9, 9-21, 21-16   | Marcus Ellis / Chris Langridge  |
| Kim Gi-jung / Kim Sa-rang      | 21-17, 23-25, 18-21 | Marcus Ellis / Chris Langridge  |
| Mathias Boe / Carsten Mogensen | 21-17, 21-17        | Adam Cwalina / Przemyslaw Wacha |
| Kim Gi-jung / Kim Sa-rang      | 21-15, 21-18        | Mathias Boe / Carsten Mogensen  |
| Marcus Ellis / Chris Langridge | 21-18, 21-16        | Adam Cwalina / Przemyslaw Wacha |

### Groep D
| Spelers                          | Gsp | W | V | SW | SV | Ptn |
| -------------------------------- | --- | - | - | -- | -- | --- |
| Hiroyuki Endo / Kenichi Hayakawa | 3   | 2 | 1 | 4  | 4  | 2   |
| Chai Biao / Hong Wei             | 3   | 2 | 1 | 5  | 2  | 2   |
| Mohammad Ahsan / Hendra Setiawan | 3   | 1 | 2 | 3  | 4  | 1   |
| Manu Attri / B. Sumeeth Reddy    | 3   | 1 | 2 | 2  | 4  | 1   |

| Team 1                           | Uitslag             | Team 2                           |
| -------------------------------- | ------------------- | -------------------------------- |
| Mohammad Ahsan / Hendra Setiawan | 21-18, 21-13        | Manu Attri / B. Sumeeth Reddy    |
| Chai Biao / Hong Wei             | 18-21, 21-14, 21-23 | Hiroyuki Endo / Kenichi Hayakawa |
| Mohammad Ahsan / Hendra Setiawan | 17-21, 21-16, 14-21 | Hiroyuki Endo / Kenichi Hayakawa |
| Chai Biao / Hong Wei             | 21-13, 21-15        | Manu Attri / B. Sumeeth Reddy    |
| Mohammad Ahsan / Hendra Setiawan | 15-21, 17-21        | Chai Biao / Hong Wei             |
| Hiroyuki Endo / Kenichi Hayakawa | 21-23, 11-21        | Manu Attri / B. Sumeeth Reddy    |

## Knock-outfase
|  | Kwartfinale | Kwartfinale                    | Kwartfinale                  | Kwartfinale          | Kwartfinale |    |                    | Halve finale         | Halve finale         | Halve finale         | Halve finale         | Halve finale         |                      |  | Finale | Finale                       | Finale | Finale | Finale | Finale | Finale |
|  |             |                                |                              |                      |             |    |                    |                      |                      |                      |                      |                      |                      |  |        |                              |        |        |        |        |        |
|  |             | Vladimir Ivanov Ivan Sozonov   | 13                           | 21                   | 16          |    |                    |                      |                      |                      |                      |                      |                      |  |        |                              |        |        |        |        |        |
|  |             | Chai Biao Hong Wei             | 21                           | 16                   | 21          |    |                    |                      |                      |                      |                      |                      |                      |  |        |                              |        |        |        |        |        |
|  |             | Chai Biao Hong Wei             | 21                           | 16                   | 21          |    | Chai Biao Hong Wei | 18                   | 21                   | 17                   |                      |                      |                      |  |        |                              |        |        |        |        |        |
|  |             |                                |                              |                      |             |    | Chai Biao Hong Wei | 18                   | 21                   | 17                   |                      |                      |                      |  |        |                              |        |        |        |        |        |
|  |             |                                | Goh V Shem Tan Wee Kiong     | 21                   | 12          | 21 |                    |                      |                      |                      |                      |                      |                      |  |        |                              |        |        |        |        |        |
|  |             | Goh V Shem Tan Wee Kiong       | Goh V Shem Tan Wee Kiong     | 21                   | 12          | 21 | 17                 | 21                   | 21                   |                      |                      |                      |                      |  |        |                              |        |        |        |        |        |
|  |             | Goh V Shem Tan Wee Kiong       |                              |                      |             |    | 17                 | 21                   | 21                   |                      |                      |                      |                      |  |        |                              |        |        |        |        |        |
|  | 1           | Lee Yong-dae Yoo Yeon-seong    | 21                           | 18                   | 19          |    |                    |                      |                      |                      |                      |                      |                      |  |        |                              |        |        |        |        |        |
|  |             |                                |                              |                      |             |    |                    |                      |                      |                      |                      |                      |                      |  |        | Goh V Shem Tan Wee Kiong     | 21     | 11     | 21     |        |        |
|  |             |                                | 4                            | Fu Haifeng Zhang Nan | 16          | 21 | 23                 |                      |                      |                      |                      |                      |                      |  |        |                              |        |        |        |        |        |
|  | 4           | Fu Haifeng Zhang Nan           | 11                           | 21                   | 24          |    |                    |                      |                      |                      |                      |                      |                      |  |        |                              |        |        |        |        |        |
|  | 3           | Kim Gi-jung Kim Sa-rang        | 21                           | 18                   | 22          |    |                    |                      |                      |                      |                      |                      |                      |  |        |                              |        |        |        |        |        |
|  | 3           | Kim Gi-jung Kim Sa-rang        | 21                           | 18                   | 22          |    | 4                  | Fu Haifeng Zhang Nan | 21                   | 21                   |                      |                      |                      |  |        |                              |        |        |        |        |        |
|  |             |                                |                              |                      |             |    | 4                  | Fu Haifeng Zhang Nan | 21                   | 21                   |                      |                      |                      |  |        |                              |        |        |        |        |        |
|  |             |                                | Marcus Ellis Chris Langridge | 14                   | 18          |    |                    |                      | Wedstrijd voor Brons | Wedstrijd voor Brons | Wedstrijd voor Brons | Wedstrijd voor Brons | Wedstrijd voor Brons |  |        |                              |        |        |        |        |        |
|  |             | Marcus Ellis Chris Langridge   | Marcus Ellis Chris Langridge | 14                   | 18          | 21 | 21                 |                      | Wedstrijd voor Brons | Wedstrijd voor Brons | Wedstrijd voor Brons | Wedstrijd voor Brons | Wedstrijd voor Brons |  |        |                              |        |        |        |        |        |
|  |             | Marcus Ellis Chris Langridge   |                              |                      |             | 21 | 21                 |                      |                      |                      |                      |                      |                      |  |        |                              |        |        |        |        |        |
|  |             | Hiroyuki Endo Kenichi Hayakawa | 19                           | 17                   |             |    |                    |                      |                      |                      |                      |                      |                      |  |        | Chai Biao Hong Wei           | 18     | 21     | 10     |        |        |
|  |             |                                |                              |                      |             |    |                    |                      |                      |                      |                      |                      |                      |  |        | Marcus Ellis Chris Langridge | 21     | 19     | 21     |        |        |